# Марија (жена Лава III)
Марија је била византијска царица, односно жена цара Лава III Исавријанца.

## Биографија
У раним 710-тим византијски престо био је нестабилан. Јустинијан II погубљен је 711. године након чега се смењују тројица владара: Филипик, Анастасије II и Теодосије III. Лав III Исавријанац организовао је државни удар и збацио Теодосија са власти крунишући се за цара 25. марта 717. године у Аја Софији. Марија се тада по први пут спомиње у историјским изворима као византијска царица. Године 718, последње године арапске опсаде Цариграда, Марија Лаву рађа сина Константина, каснијег византијског цара. Године 720. Константин је проглашен савладарем. Марија је добила титулу Августа. Лав је владао до своје смрти (18. јун 741. године). Маријина судбина није позната.